# Lijst van zoogdieren met Nederlandse namen - U
Dit is een lijst van zoogdieren met Nederlandse namen met als beginletter van hun wetenschappelijke naam een U.
| Wetenschappelijke naam   | Eerste keuze         | Overige Nederlandse namen | Commentaar |
| ------------------------ | -------------------- | ------------------------- | ---------- |
| Uncia uncia              | Sneeuwpanter         | Sneeuwluipaard, Irbis     |            |
| Urocyon cinereoargenteus | Grijze vos           | Boomvos                   |            |
| Urocyon littoralis       | Eilandvos            |                           |            |
| Uroderma bilobatum       | Prieelvleermuis      |                           |            |
| Urogale everetti         | Filipijnse toepaja   | Everetttoepaja            |            |
| Uromys anak              | Bergmozaïekstaartrat |                           |            |
| Uromys caudimaculatus    | Mozaïekstaartrat     |                           |            |
| Uropsilus soricipes      | Spitsmuismol         |                           |            |
| Urotrichus talpoides     | Japanse spitsmuismol |                           |            |
| Ursus americanus         | Zwarte beer          | Baribal                   |            |
| Ursus arctos             | Bruine beer          |                           |            |
| Ursus maritimus          | IJsbeer              |                           |            |
| Ursus thibetanus         | Kraagbeer            |                           |            |

A · 
B ·
C ·
D ·
E ·
F ·
G ·
H ·
I ·
J ·
K ·
L ·
M ·
N ·
O ·
P ·
R ·
S ·
T ·
U ·
V ·
W ·
X ·
Z